# تيم أمبروز
تيم أمبروز (1 ديسمبر 1982 في أستراليا - ) (بالإنجليزية: Tim Ambrose)‏ هو لاعب كريكت بريطاني. شارك مع منتخب إنجلترا للكريكت. أما مع النوادي، فقد لعب مع نادي وارويكشاير للكريكيت ‏ ونادي مقاطعة ساسكس للكركيت ‏.

## وصلات خارجية
- تيم أمبروز على موقع إي آس بي آن كريك إنفو (الإنجليزية)